# Friso-Frankisch
Het Friso-Frankisch ook wel Frisofrankisch of Franco-Friesch is de benaming voor een dialectgroep die behoort tot de familie van West-Germaanse talen die vooral wordt gebruikt als verduidelijking van dialecten en/of talen die tussen het Fries en het Nederfrankisch zitten of zaten.
Tot deze groep worden vijf groepen of dialecten gerekend: het Westfries, het Bildts, het Amelands, het Midslands en het Stadsfries. Ook de aan bijvoorbeeld het Westfries verwante Strand-Hollands en Kennemerlands en ook aan andere verwante dialecten, worden meer dan eens geplaatst bij deze dialectgroep. Maar, los van de verduidelijking, worden deze dialecten en/of talen vaak tot het Hollands gerekend. Ook Zeeuws wordt als een Friso-Frankische taalvorm gezien.
Westfries is het oudst van deze dialectgroep. Sinds de 19e eeuw is die wel uiteengevallen in drie hoofddialecten met veel meer Nederfrankisch/Nederlandse tongval; het Zaans, het Waterlands en het West-Fries.
Een vergelijkbare term is het Friso-Saksisch, deze duiding wordt gebruikt voor dialecten en/of talen die tussen het Fries en het Nedersaksisch in zitten.
Ook is er tussenvorm waarbij alle drie aanwezig zijn, dit wordt dan Friso-Franko-Saksisch genoemd. Een goed voorbeeld hiervan is het Urkers. Soms wordt ook een subdialect van het Westfries als het Enkhuizens, hiertoe gerekend wegens het feit dat hierin meer Saksische invloeden zitten dan de rest van de Westfriese dialecten.
Al deze termen kennen hun oorsprong in de 19e eeuw.